# Scaptomyza swezeyi
Scaptomyza swezeyi är en tvåvingeart som först beskrevs av Wirth 1952.  Scaptomyza swezeyi ingår i släktet Scaptomyza och familjen daggflugor. Inga underarter finns listade i Catalogue of Life.